# Куршумлийска баня
Куршумлийска баня (на сръбски: Куршумлијска Бања или Kuršumliska Banja) е град в Сърбия, Топлишки окръг, община Куршумлия. Според Националната статистическа служба на Република Сърбия през 2011 г. градът има 106 жители.

## Демография
Броят на населението в годините 1948 – 2011 е както следва: